# Tillières
Tillières è un comune francese soppresso e frazione del dipartimento del Maine e Loira nella regione dei Paesi della Loira. Dal 15 dicembre 2015 si è fuso con i comuni di Saint-Macaire-en-Mauges, Montfaucon-Montigné, La Renaudière, Roussay, Saint-André-de-la-Marche, Saint-Crespin-sur-Moine, Saint-Germain-sur-Moine, Le Longeron e Torfou per formare il nuovo comune di Sèvremoine.

## Società

### Evoluzione demografica
Abitanti censiti